# Sclerophrys poweri
Sclerophrys poweri – gatunek afrykańskiego płaza bezogonowego z rodziny ropuchowatych (Bufonidae).

## Taksonomia i systematyka
Gatunek był w przeszłości zaliczany do rodzaju Bufo. W 2006 roku Frost i inni przenieśli go do rodzaju Amietophrynus. Ohler i Dubois w 2016 roku wykazali, że nazwa Amietophrynus jest młodszym synonimem nazwy Sclerophrys.
Poniższy kladogram za Van Bocxlaer et al. ilustruje pokrewieństwa z pokrewnymi gatunkami:
|  | Sclerophrys brauni |
|  |                    |
|  | Sclerophrys poweri |
|  |                    |

|  | \| \| Sclerophrys gracilipes \| \| \| \| \| \| Sclerophrys gutturalis \| \| \| \| |
|  |                                                                                   |
|  | Sclerophrys garmani                                                               |
|  |                                                                                   |
|  | Sclerophrys gracilipes                                                            |
|  |                                                                                   |
|  | Sclerophrys gutturalis                                                            |
|  |                                                                                   |

|  | Sclerophrys gracilipes |
|  |                        |
|  | Sclerophrys gutturalis |
|  |                        |

|  | \| \| Sclerophrys gracilipes \| \| \| \| \| \| Sclerophrys gutturalis \| \| \| \| |
|  |                                                                                   |
|  | Sclerophrys garmani                                                               |
|  |                                                                                   |
|  | Sclerophrys gracilipes                                                            |
|  |                                                                                   |
|  | Sclerophrys gutturalis                                                            |
|  |                                                                                   |

|  | Sclerophrys gracilipes |
|  |                        |
|  | Sclerophrys gutturalis |
|  |                        |

|  | Sclerophrys brauni |
|  |                    |
|  | Sclerophrys poweri |
|  |                    |

|  | \| \| Sclerophrys gracilipes \| \| \| \| \| \| Sclerophrys gutturalis \| \| \| \| |
|  |                                                                                   |
|  | Sclerophrys garmani                                                               |
|  |                                                                                   |
|  | Sclerophrys gracilipes                                                            |
|  |                                                                                   |
|  | Sclerophrys gutturalis                                                            |
|  |                                                                                   |

|  | Sclerophrys gracilipes |
|  |                        |
|  | Sclerophrys gutturalis |
|  |                        |

|  | \| \| Sclerophrys gracilipes \| \| \| \| \| \| Sclerophrys gutturalis \| \| \| \| |
|  |                                                                                   |
|  | Sclerophrys garmani                                                               |
|  |                                                                                   |
|  | Sclerophrys gracilipes                                                            |
|  |                                                                                   |
|  | Sclerophrys gutturalis                                                            |
|  |                                                                                   |

|  | Sclerophrys gracilipes |
|  |                        |
|  | Sclerophrys gutturalis |
|  |                        |

## Występowanie
Północna granica zasięgu występowania przebiega równoleżnikowo w skrajnie południowej Angoli i północnej Namibii. Należy do niego większość północnej i centralnej części tego kraju. Zwierzę spotykano także w północnej, środkowo-wschodniej i południowej części Botswany, a dalej w północnej i środkowej RPA.
Habitat tego płaza to sawanny i niziny rzeczne, zamieszkuje też tereny agrarne.

## Rozmnażanie
Przebiega z udziałem środowiska wodnego, płazy te wykorzystują zarówno zbiorniki okresowe, jak i sztuczne.

## Status
W Czerwonej księdze gatunków zagrożonych IUCN płaz ten od 2004 roku klasyfikowany jest jako gatunek najmniejszej troski (LC, ang. Least Concern).
Sclerophrys poweri występuje pospolicie, a w niektórych rejonach nawet bardzo licznie. Łatwo przystosowuje się do nowych warunków. Nie istnieją poważne zagrożenia dla tego gatunku.